# Franchy Cordero
Franchy Cordero Vargas (nacido el 2 de septiembre de 1994) es un jardinero dominicano de béisbol profesional de los Saitama Seibu Lions que compite en la Liga Japonesa de Béisbol Profesional. Hizo su debut en las Grandes Ligas en el año 2017 con los San Diego Padres.

## Carrera

### San Diego Padres
Cordero firmó con los Padres de San Diego como agente libre internacional en noviembre de 2011. Hizo su debut profesional en 2012 con los Padres de la Liga de Verano Dominicana y pasó toda la temporada allí, bateando .270 con un jonrón y 38 carreras impulsadas en 61 juegos. En 2013, jugó para los Padres de la Liga de Arizona, donde redujo .333 /.381/.511 con tres jonrones y 17 carreras impulsadas en 35 juegos. Cordero comenzó 2014 con las Fort Wayne TinCaps y fue degradado a las Eugene Emeralds durante la temporada. En 83 juegos totales entre los dos equipos bateó .255 con nueve jonrones y 44 carreras impulsadas.
Pasó el 2015 con Fort Wayne, donde compiló un promedio de bateo de .243 con cinco jonrones y 34 carreras impulsadas en 126 juegos. Cordero abrió la temporada 2016 con la Lake Elsinore Storm. Durante julio de la misma temporada, fue ascendido al equipo de San Antonio Missions. También jugó cuatro partidos para los Chihuahuas de El Paso al final de la temporada. En 137 juegos entre los tres clubes bateó .290 / .344 / .450 con 11 jonrones y 54 carreras impulsadas. Los Padres lo agregaron a su lista de 40 hombres después de la temporada 2016.
Cordero inició la temporada 2017 con El Paso. Los Padres promovieron a Cordero a las Grandes Ligas el 27 de mayo de 2017, cuando el jardinero central regular Manuel Margot pasó a la lista de lesionados con un tirón en la pantorrilla. Hizo su debut en las Grandes Ligas ese día, ponchando a Stephen Strasburg como bateador emergente. CRegresó a los Padres para 3 juegos más en julio cuando Margot estaba en la lista de paternidad, pero terminó la temporada con El Paso. En 93 juegos para El Paso bateó .326 / .369 / .603 con 17 jonrones y 64 carreras impulsadas, y en 30 juegos para los Padres bateó .228 / .276 / .424 con tres jonrones y nueve carreras impulsadas, haciendo 22 comienza en el centro y uno en la izquierda.
Cordero comenzó el 2018 en la lista de lesionados con una lesión en la ingle. e informó a los Padres después de que fue activado a principios de abril. Fue el abridor habitual de los Padres en el jardín izquierdo antes de ser enviado a la lista de lesionados el 28 de mayo con dolor en el antebrazo. Cordero comenzó una asignación de rehabilitación en El Paso en junio, pero el dolor en su codo derecho lo llevó al diagnóstico de un espolón óseo después de una resonancia magnética. La cirugía en el codo acabó Cordero  estación de Liga Importante, pero  juegue en la Liga de Invierno Dominicana. Terminó la temporada regular bateando .237 / .307 / .439 con 9 jonrones, haciendo 22 aperturas en el jardín izquierdo, 10 en el centro y 4 en el derecho. El 20 de abril, conectó el segundo jonrón más largo en MLB para 2018, a 489 pies.

### Kansas City Royals
El 16 de julio de 2020, los Padres intercambiaron a Cordero y Ronald Bolaños a los Kansas City Royals a cambio de Tim Hill. El 9 de agosto de 2020, fue colocado en la lista de lesionados de 10 días, pero luego fue transferido a la lista de lesionados de 45 días el 10 de agosto, luego de sufrir una lesión en la muñeca. En general con los Kansas City Royals de 2020, Cordero bateó .211 con dos jonrones y siete carreras impulsadas en 16 juegos.

### Medias Rojas de Boston
El 10 de febrero de 2021, los Reales de Kansas cambiaron a Cordero a los Medias Rojas de Boston como parte de un intercambio de tres equipos en el que los Reales adquirieron a Andrew Benintendi y contraprestación en efectivo. Los Medias Rojas también adquirieron a Josh Winckowski y tres jugadores que serán nombrados más tarde, y los Mets de Nueva York adquirieron a Khalil Lee. El 22 de febrero, Cordero fue incluido en la lista de lesionados de COVID-19.

### Yankees de Nueva York
El 30 de marzo de 2023, Cordero firmó un contrato dividido con los Yankees de Nueva York que le pagaría $1 millón en las ligas mayores y $180,000 en las ligas menores.

## Scouting Report
Cordero tiene velocidad de élite, lideró todas las ligas menores en triples en 2016 y 2017, y se ubicó en el 3% superior de los jugadores de Grandes Ligas calificados en velocidad de sprint en 2017. También ha demostrado poder de élite, ocupando el puesto 35 en promedio de bateo velocidad de salida de la pelota en 2017, y el 20% de sus bolas bateadas saliendo a más de 105 mph.

## Vida personal
Cordero es primo segundo del compañero de ligas mayores Sócrates Brito.